# Índice FIRJAN de Gestão Fiscal
O Índice Firjan de Gestão Fiscal (IFGF) é um estudo que analisa a situação fiscal de cada um dos mais de 5 mil municípios brasileiros, através de quatro indicadores: Autonomia, Gastos com pessoal, Liquidez e Investimentos. Elaborado pela Federação das Indústrias do Estado do Rio de Janeiro (Firjan), com base em dados fiscais oficiais declarados pelas prefeituras à Secretaria do Tesouro Nacional (STN), o IFGF possibilita recorte municipal, estadual, regional, nacional, por áreas de interesse, entre outros.

## Abrangência
O IFGF analisa a situação fiscal de todos os municípios brasileiros.

## Indicadores
A pontuação que os municípios recebem depende da avaliação de quatro indicadores:

### Autonomia
Verifica a relação entre as receitas oriundas da atividade econômica do município e os custos para manter a Câmara de Vereadores e a estrutura administrativa da Prefeitura.

### Gastos com Pessoal
Representa quanto os municípios gastam com pagamento de pessoal, em relação ao total da Receita Corrente Líquida, avaliando o grau de rigidez do orçamento para execução das políticas públicas.

### Liquidez
Verifica a relação entre o total de restos a pagar acumulados no ano e os recursos em caixa disponíveis para cobri-los no exercício seguinte. Ou seja, se as prefeituras estão postergando pagamentos de despesas para o exercício seguinte sem a devida cobertura de caixa.

### Investimentos
Mede a parcela da Receita Total dos municípios destinada aos investimentos.

Percentual/peso dos indicadores
Os quatro indicadores possuem peso igual, de 25%, cada um.

## Metodologia e leitura
O IFGF disponibiliza dados a partir de 2013 e permite que cada município seja analisado de forma independente ou comparado aos demais, com os indicadores  Autonomia, Gastos com pessoal, Liquidez e Investimentos agregados ou separados, e ao longo dos anos. 
O índice varia de 0 a 1 ponto, sendo que quanto mais próximo de 1 melhor a gestão fiscal do município. Com base na pontuação alcançada, cada um deles é classificado nos conceitos de gestão de excelência, com resultados superiores a 0,8 ponto; boa gestão, entre 0,8 e 0,6 ponto; gestão em dificuldade, entre 0,6 e 0,4 ponto; ou gestão crítica, inferiores a 0,4 ponto. 

## Recortes e resultados
O estudo possibilita análise municipal, estadual, regional, nacional, por áreas de interesse, entre outras. Na última edição (2019/Ano-base 2018), foram analisados 5.337 municípios brasileiros, que declararam suas contas à Secretaria do Tesouro Nacional. Nelas, vive 97,8% da população.

### Municipal
Edição 2019. Ano-base 2018
Alguns resultados:
·       Entre as capitais, Salvador apresentou a melhor pontuação (0,8621). 
·       A cidade do Rio de Janeiro, com índice de 0,4227, ocupou a penúltima posição entre as capitais.
·       Costa Rica (MS), Gavião Peixoto (SP), São Pedro (SP) e Alvorada (TO) foram os únicos municípios que receberam nota máxima (1,0).

### Estadual
Edição 2019. Ano-base 2018
Alguns resultados:
·        Pernambuco tem 73,9% dos municípios com gestão fiscal crítica.
·        Metade dos municípios do Rio Grande do Sul tem gestão fiscal boa ou excelente.
·        56,5% dos municípios de Minas Gerais têm gestão fiscal crítica.
·        Na média, municípios paranaenses possuem a segunda melhor gestão fiscal do país.

### Regional
Edição 2019. Ano-base 2018
Alguns resultados:
·        A Região Centro-Oeste é a que melhor planeja o orçamento no país.

### Nacional
Edição 2019. Ano-base 2018
Alguns resultados:
·       Somente 4% dos municípios do país alcançaram o conceito máximo A, de gestão excelente.
·       A maior parte (73,9% ou 3.944 cidades) recebeu os dois piores conceitos (C e D), de gestão fiscal difícil ou crítica.

### Áreas de interesse
Também é possível analisar dados de acordo com os indicadores:
Edição 2019. Ano-base 2018
Alguns resultados:
·        Autonomia: 1.856 municípios não se sustentam: não geram receita suficiente para custear a Câmara de Vereadores e a estrutura administrativa da Prefeitura. 
·        Gastos com Pessoal: 821 cidades comprometeram, em 2018, mais de 60% da Receita Corrente Líquida (RCL) com a folha de salário do funcionalismo público (acima do percentual definido pela Lei de Responsabilidade Fiscal), enquanto outras 1.814 gastaram mais de 54% da receita com essa despesa (acima do limite de alerta definido pela legislação).
·       Investimentos: 2.511 cidades investem em média apenas 3% da receita.
·        Liquidez: 1.121 prefeituras terminaram 2018 sem recursos em caixa para cobrir as despesas postergadas para o ano seguinte.

### Análise especial
Edição 2019. Ano-base 2018
A edição do IFGF 2019 foi acompanhada da “Análise especial - Fundo de Participação dos Municípios (FPM)”:
·        “A análise mais detalhada do Fundo de Participação dos Municípios (FPM) revela distorções causadas pelas suas regras de distribuição, que são as mesmas desde 1990 e levam em consideração apenas o critério populacional para a grande maioria dos municípios”. (...) “Os dados evidenciam a grande distorção na distribuição de receitas entre os entes e a baixa autonomia das cidades brasileiras”.

## Declaração de dados
Mesmo com todas as cidades sendo obrigadas a apresentar suas contas à STN até 30 de abril de cada ano, algumas administrações municipais descumprem a legislação. A obrigatoriedade consta na Lei de Responsabilidade Fiscal, em seus artigos 48 e 51. Já o STN tem 60 dias para disponibilizar os dados ao público. A despeito disso, até o dia 14 de julho de 2019, os dados de 331 prefeituras não estavam disponíveis ou apresentavam inconsistências e não puderam ser analisados na edição 2019 / ano-base 2018 do IFGF.